# Политис, Николаос
Нико́лаос Поли́тис (Полит Николай, греч. Νικόλαος Πολίτης; 1872, Керкира — 4 марта 1942, Канны) — греческий юрист, дипломат, трижды был министром иностранных дел Греции.

## Биография
Николаос Политис родился на острове Керкира в 1872 году.
Учился праву, политическим и экономическим наукам в Париже. Как первый победитель французского публичного конкурса, начал преподавать Международное право в Университете Экс-ан-Прованса в 1898 году, в возрасте всего лишь 26 лет. Продолжал преподавать в Экс-ан-Провансе до 1903 года. После чего преподавал Международного права в университете города Пуатье с 1903 по 1914 год (Первая мировая война).
Будучи известным греком зарубежья, получил признание премьер-министра Венизелоса и в период Балканских войн 1912—1913 годов принял участие, в составе греческих делегаций, в конференциях Лондона и Бухареста. В 1914 году вернулся в Грецию и был назначен директором департамента в Министерстве иностранных дел.
Был трижды министром иностранных дел Греции в период 1917—1918, 1919—1920 годов и вновь в 1922 году.
В 1920 году Политис стал первым представителем Греции в Лиге Наций. В 1929 году предложил резолюцию в комиссию разоружения Лиги, позволившую продолжить работу комиссии.
29 сентября 1924 года он в качестве министра иностранных дел подписал со своим болгарским коллегой Калфовым протокол, о выполнении условий Нейского договора, предусматривавших обмен населениями между Грецией и Болгарией. Протокол получил имя «протокол Политиса-Калфова».
В период 1924—1925 служил послом в Париже.
Политис был членом Международного Олимпийского комитета в 1930—1933 годах.
В 1933 совместно с Наркомом иностранных дел СССР Литвиновым принял участие в формулировании определения «агрессия».
Итальянский посол в Афинах Эммануэле Грацци, выражая своё восхищение греческой дипломатией тех лет, писал: «В дипломатическом корпусе многих столиц посольства Греции занимают место значительно выше действительной важности страны, которую они представляют. Достаточно вспомнить лидирующую роль в международной жизни, которую на протяжении многих лет играл Н. Политис — посол Греции в Париже и звезда первой величины на горизонте Женевы».
В 1935 году будучи послом в Париже в звании полномочного министра Политис поддержал реставрацию греческой монархии.
Политис преподавал в Академии международного права в Гааге и был одним из учредителей Афинской академии.

## Некоторые из его работ
- Les Emprunts d’Etat en Droit International (1894)
- «Le Problème des Limitations de la Souveraineté et de la Théorie de l’Abus des Droits dans les Rapports Internationaux», 6 RdC (1925)
- Греко-турецкая война — Ο ελληνοτουρκικός πόλεμος, 1898
- Международный контроль греческой экономики — Ο διεθνής έλεγχος στα ελληνικά οικονομικά, 1903
- Η διεθνής δικαιοσύνη (La Justice internationale), 1923
- Проблема ограничения суверенитета и теория злоупотребления правом в международных отношениях — Το πρόβλημα του περιορισμού της κυριαρχίας και η θεωρία της κατάχρησης δικαιώματος στις διεθνείς σχέσεις, 1925
- Новые тенденции международного права — Οι νέες τάσεις του διεθνούς δικίου (Les Nouvelles tendances du droit international, 1927